# اسنس اتکینز
 اسنس اتکینز (انگلیسی: Essence Atkins؛ زادهٔ ۷ فوریهٔ ۱۹۷۲) یک هنرپیشه اهل ایالات متحده آمریکا است.